# Antony Beaumont
Antony Beaumont (Londra, 27 gennaio 1949) è un musicologo, scrittore, direttore d'orchestra e violinista inglese con cittadinanza tedesca. Come direttore, si è specializzato nella musica tedesca della prima metà del XX secolo, comprese le opere di Zemlinsky, Weill e Gurlitt. Come musicologo ha pubblicato libri su Busoni, Zemlinsky e Mahler.

## Biografia
Beaumont è nato a Londra da parentela anglo-tedesca e greco-rumena. Ha studiato a Cambridge, ha lavorato come disc jockey per la BBC, ha scritto recensioni per The Daily Telegraph e ha suonato violino e pianoforte come artista freelance. In varie occasioni ha suonato con i direttori Otto Klemperer, Leopold Stokowski e Georg Solti. Dopo la laurea si trasferisce in Germania e diventa cittadino tedesco. Beaumont ha ricoperto incarichi di direzione con orchestre a Brema, Colonia e Saarbrücken e ha diretto produzioni operistiche in Inghilterra e in Italia.

## Musicologia

### Doktor Faust
Beaumont ha preparato nuove versioni delle ultime due scene dell'opera incompiuta di Busoni Doktor Faust, basate su bozze scoperte di recente. Questa versione serve come alternativa al completamento fatto dall'allievo di Busoni, Philipp Jarnach, che era basato su informazioni meno dettagliate. I cambiamenti nella scena 2 si verificano durante la visione di Elena di Troia e includono testo leggermente modificato e musica aggiuntiva per il personaggio di Faust in modo tale che la scena venga riprodotta per circa 39 invece di 37 minuti. Nella versione Jarnach della scena 3, la scena finale, Faust è condannato ad una sorta di destino convenzionale, morendo con l'accompagnamento di accordi in mi bemolle minore; nella versione Busoni/Beaumont Faust realizza una resurrezione autorealizzata: "Nella libertà che ho conquistato, Dio e il Diavolo soccombono". Forse Jarnach era a disagio con la moralità, o ne percepiva la mancanza, nelle intenzioni originali di Busoni. I cambiamenti nella scena 3 includono anche un'azione aggiuntiva per Mefistofele (solleva il corpo di Faust sulle spalle e lascia lentamente il palco) e un passaggio corale finale non trovato nella versione di Jarnach. Questi cambiamenti estendono la scena da circa 25 a 29 minuti. La partitura completa del completamento di Beaumont esiste come manoscritto; la partitura vocale è stata pubblicata da Breitkopf & Härtel, Wiesbaden, nel 1982.
La versione di Beaumont non è stata usata spesso nelle produzioni teatrali dell'opera. È stata presentata in anteprima a Bologna nell'aprile 1985. Alla fine degli anni '80 è stata allestita una coproduzione tra la English National Opera, la Deutsche Oper Berlin e l'Opéra de Paris. Le esecuzioni in inglese (a partire dal 25 aprile 1986) furono dirette da Mark Elder e Antony Beaumont, come interpreti Thomas Allen (Faust) e Graham Clark e furono date nella traduzione inglese da Edward J. Dent, rivista da Beaumont. Questa fu la prima produzione dell'opera in teatro in Gran Bretagna. Il DVD dell'Opera di Zurigo del 2006, con Thomas Hampson nel ruolo di Faust e diretto da Philippe Jordan, ha utilizzato la versione di Jarnach ed è stato severamente criticato per questo. Anche la produzione al Metropolitan Opera del 2001, con Hampson come Faust e diretta da Philippe Auguin, ha utilizzato la versione meno autentica di Jarnach.

### Zemlinsky
Alla fine degli anni '90 Beaumont iniziò a studiare la vita e la musica di Zemlinsky, dirigendo e registrando diversi brani meno conosciuti (vedi sotto) e preparando un completamento dell'opera incompiuta di Zemlinsky Der König Kandaules. Ha inoltre scritto e pubblicato una biografia di Zemlinsky nel 2000, che è stata molto elogiata.

### Alma Mahler
Durante le ricerche sulla relazione di Zemlinsky con Alma Schindler presso la biblioteca dell'Università americana, Beaumont scoprì che i suoi primi diari risalgono a quel periodo della sua vita. Beaumont ha curato e tradotto i diari e li ha pubblicati nel 1999. A proposito di questo volume, il critico britannico Kirkus Reviews ha scritto:

Desolata alla fine di una storia d'amore con Gustav Klimt, Alma Mahler-Werfel si innamora brevemente del suo insegnante di pianoforte, Zemlinsky: "così incommensurabilmente fantastico!" scrive drammaticamente. La sua era una vita piena di tale dramma perché presto fu attratta da Gustav Mahler. La Mahler-Werfel era un personaggio selvaggiamente drammatico e di una bellezza carismatica. I suoi diari, scarabocchiati su vecchi quaderni, registrano il suo sviluppo dall'adolescenza alla femminilità, fino al suo matrimonio con Mahler. Forniscono un'immagine vivida della Vienna del 1900, con resoconti delle mostre della secessione Viennese, esecuzioni delle sinfonie di Mahler e Bruckner, della scena sociale e delle mode.

Ulteriori ricerche portarono alla traduzione e pubblicazione di Beaumont nel 2004 di lettere scritte da Gustav Mahler ad Alma, durante il periodo in cui era la moglie di Mahler. Alma aveva pubblicato molte di queste lettere nel 1940, ma furono pesantemente modificate per presentarsi nel miglior modo possibile. L'edizione che Beaumont ha tradotto include queste lettere in forma non modificata e include altre 188 lettere e altri documenti non pubblicati. "I testi, integrati da commenti dettagliati, descrivono una relazione esplosiva tra due persone di carattere e temperamento molto diversi. Il Mahler che emerge da queste fonti autentiche e complete è caldo, genuino e toccantemente umano".

## Registrazioni audio (come direttore)
- Gurlitt: Goya Symphony; 4 Dramatic Songs. Berlin Radio Symphony Orchestra. Phoenix Edition 114 (2008) Archiviato il 28 giugno 2017 in Internet Archive.. OCLC 256499310.
- Weill: Sinfonie nn. 1 e 2; Quodlibet, Op. 9. Deutsche Kammerphilharmonie. Chandos CHSA 5046 (2006) OCLC 70967127.
- Zemlinsky: Lyric Symphony; Musiche di scena complete per Cymbeline di Shakespeare. Czech Philharmonic. Chandos CHAN 10069 (2003) OCLC 52524302.
- Zemlinsky: Die Seejungfrau, Fantasia per Orchestra (1902-3); Sinfonia in re minore. Czech Philharmonic. Chandos CHAN 10138 (2003) (includes [www.theclassicalshop.net/download_booklet.aspx?file=CHAN%205022.pdf downloadable CD booklet with an essay by Antony Beaumont], accessed on 14 August 2010) OCLC 54432393.
- Zemlinsky: Symphony in B flat; Preludio a Es war einmal... (Versione originale, 1899); Sinfonietta, Op. 23 (1934); Preludio all'atto II di Der König Kandaules (1936). Czech Philharmonic. Chandos CHAN 10204 (2004) OCLC 56360770; precedentemente pubblicato su Nimbus (2001) OCLC 50442560.

## Pubblicazioni
Nota: questo elenco di pubblicazioni non è completo.
- Beaumont, Antony, Busoni the Composer, Faber and Faber, London, 1985. ISBN 0-571-13149-2
- Beaumont, Antony, ed., Busoni: Selected Letters, Columbia University Press, New York, 1987. ISBN 0-231-06460-8
- Beaumont, Antony & Susanne Rode-Breymann, eds. & trans., Alma Mahler-Werfel, Diaries 1898-1902, Faber and Faber, London, 1999. ISBN 0-571-19340-4
- Beaumont, Antony, Zemlinsky, Faber and Faber, London, 2000. ISBN 0-571-16983-X
- La Grange, Henry-Louis de, Günther Weiss, & Knud Martner, eds., Gustav Mahler, Letters to his Wife [1901-11] (First complete edition, rev. & trans. by Antony Beaumont) Faber and Faber, London, 2004. ISBN 0-8014-4340-7. Consultata il 3 febbraio 2009.